# 哈里·F·诺勒
哈里·F·诺勒（英語：Harry F. Noller，1939年6月10日—）是一位美国生物化学家，美国国家科学院院士，聖塔克魯茲加利福尼亞大學RNA分子生物学中心主任，在核糖体生物学上做出了巨大贡献。

## 榮譽
- 1992年，當選美國國家科學院院士[2]。
- 2007年，盖尔德纳国际奖。
- 2012年，爱明诺夫奖。
- 2016年，生命科學突破獎[3]。